# Germà siamès

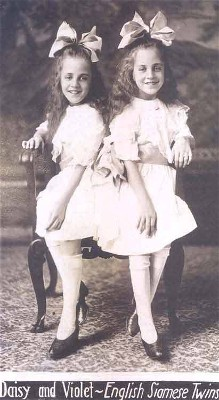
Les siameses Daisy i Violet

Un siamès (o siamés) o germà siamès és un bessó que, després del naixement, el seu cos segueix unit al del seu germà per algun membre. Aquests es produeixen a partir d'un únic espermatozou i òvul, és a dir, d'una única fecundació. Per tant, són bessons univitel·lins. És un accident de la naturalesa i representen un de cada 200.000 naixements. És molt freqüent que els siamesos no sobrevisquin, a causa de deformacions provocades pel poc espai que tenen per desenvolupar-se a l'úter, i en el 54% dels casos, els nadons neixen sense vida o moren els primers dies de vida, i només sobreviuen un 18%. El fet que visquin o no, té a veure amb la forma o amb el punt amb el qual estan units. Tres quartes parts dels siamesos són noies.
Els bessons siamesos es diuen així en honor de Chang i Eng Búnquer, nascuts el 1811 a Tailàndia, en aquella època es deia Siam. Com que eren especials i diferents treballaven per a un circ anomenat P.T. Barnum on se'ls coneixia com els “Siamese Twins”. I d'aquí prové el nom de “siamesos”, per anomenar dos bessons units per alguna extremitat.

## Història

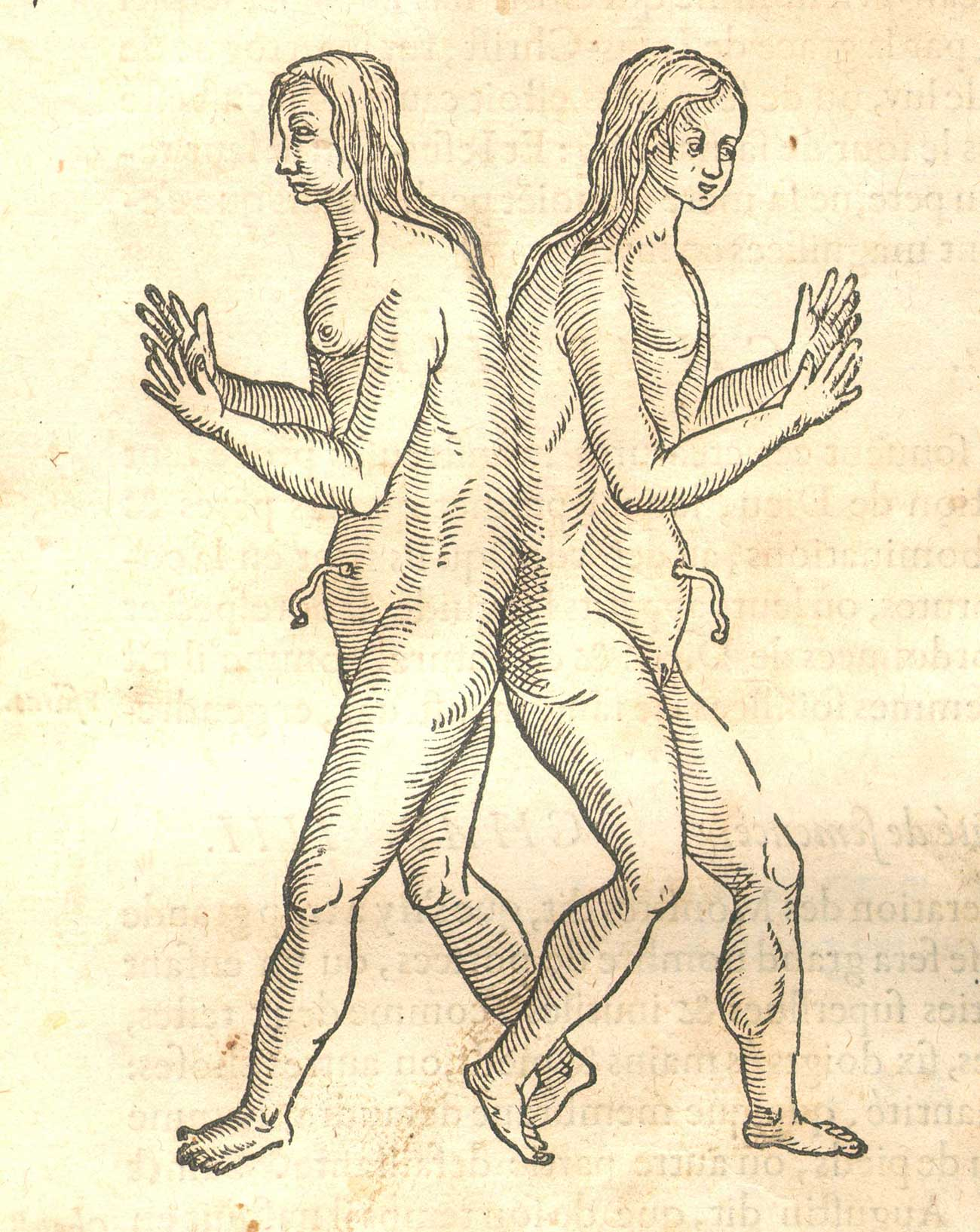
Siamesos simètrics

A l'època medieval els siamesos eren considerats monstres. La seva existència horroritzava i sorprenia la població. L'explicació mèdica que donaven en aquella època, era que els bessons units eren el resultat d'una concepció, en el qual hi havia hagut un excés d'espermatozoides. I per tant que hi havia massa llavor per un sol fill, però no suficient per a dos individus. Aquestes teories alimentaven cada vegada més el temor de la població, ja que a més a més els siamesos deien que també eren el resultat d'una concepció impura o que eren testimoni d'un esdeveniment traumàtic durant l'embaràs.
Això va provocar que diferents autors de l'època representessin tota mena de nadons units, per representar monstres tant reals com imaginaris. Ràpidament aquestes il·lustracions van ser molt populars.
Encara que en el segle xvi es tractava i es representava a aquests bessons com a monstres, el cirurgià Ambroise Paré va aportar un enfocament més científic per aquest tema. Ell va declarar que eren éssers humans deformes, i això va provocar que a poc a poc s'anessin extingint les històries fantàstiques sobre monstres.
Més tard Liceti Fortunio, en el 1616, va crear unes il·lustracions en el qual descrivia les diferents malformacions existents en els fetus. I en el 1684, es va publicar una obra d'Aristòtil, que narrava la història d'una mare que havia tingut un embaràs traumàtic i que havia parit dos nadons units. Amb els anys un dels bessons havia mort, i els metges no havien pogut separar els dos cossos i, per tant, el supervivent havia de viure juntament amb el cadàver del seu germà. Només va viure 3 anys més, ja que va morir a causa de la càrrega del seu germà bessó.
Isidore Geoffroy Saint-Hilaire va ser el primer a classificar els bessons units, basant-se en una etimologia grega per classificar l'anatomia compartida d'aquests nadons. Molts dels seus termes encara són utilitzats actualment.

## Etiologia

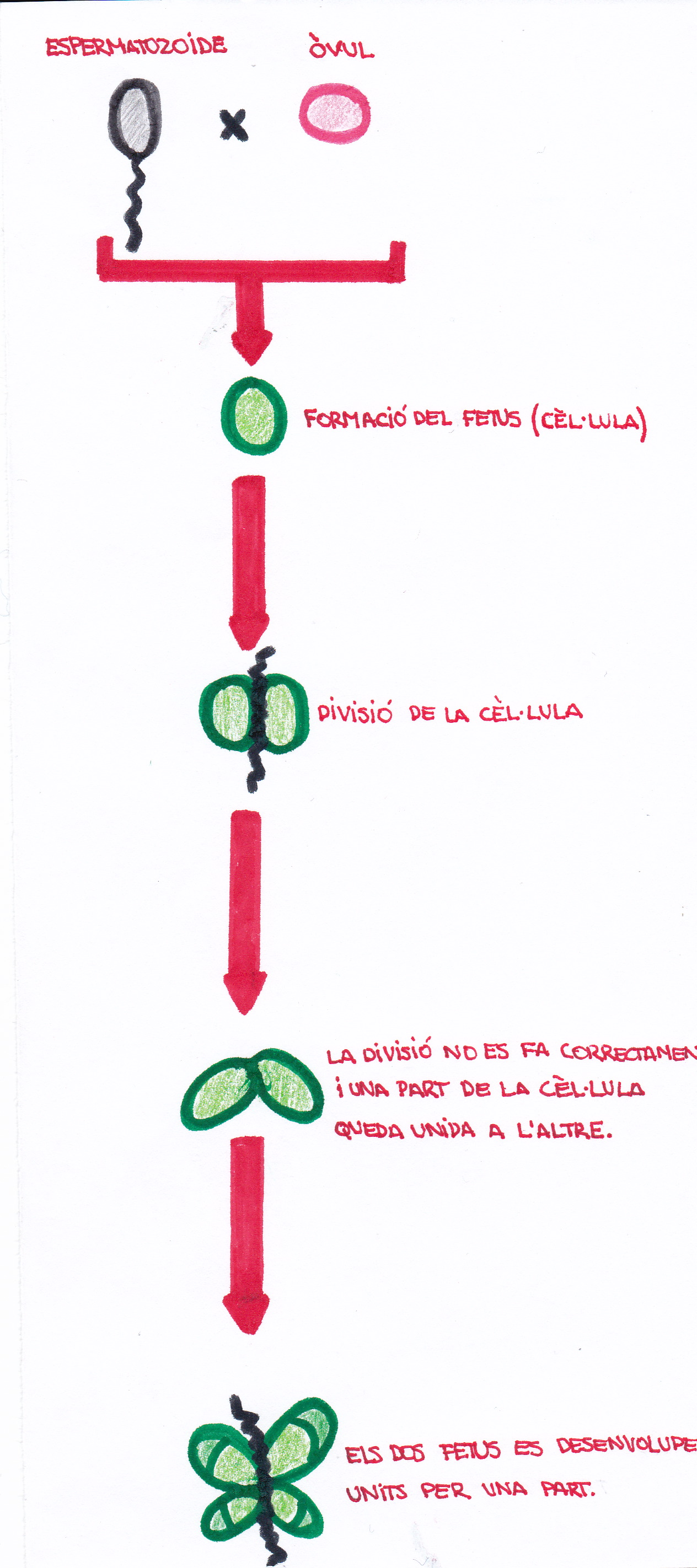
Formació dels siamesos

En el passat es deia que el naixement de nadons units estava produït per un excés d'espermatozoides durant la fecundació. Actualment, sabem que el procés de desenvolupament dels siamesos es produeix per un error en la divisió de les cèl·lules dels embrions monozigòtics. És a dir, bessons producte d'un mateix òvul i un mateix espermatozoide, per tant, d'una única fecundació. Durant el procés de divisió, la cèl·lula no se separa completament. Com a conseqüència, les dues cèl·lules resultants queden unides entre si per algun punt. La gran diferència entre bessons idèntics i els nadons units entre si, és que en el cas dels bessons idèntics es desenvolupen quan un sol òvul fertilitzat es divideix en les dues primeres setmanes de la concepció. I en canvi els fetus units es formen quan aquesta divisió es produeix després d'aquest termini.
A conseqüència, l'embrió no completament separat, es converteix finalment en uns fetus conjunts que comparteixen placenta, el sac amniòtic i el sac coriònic.

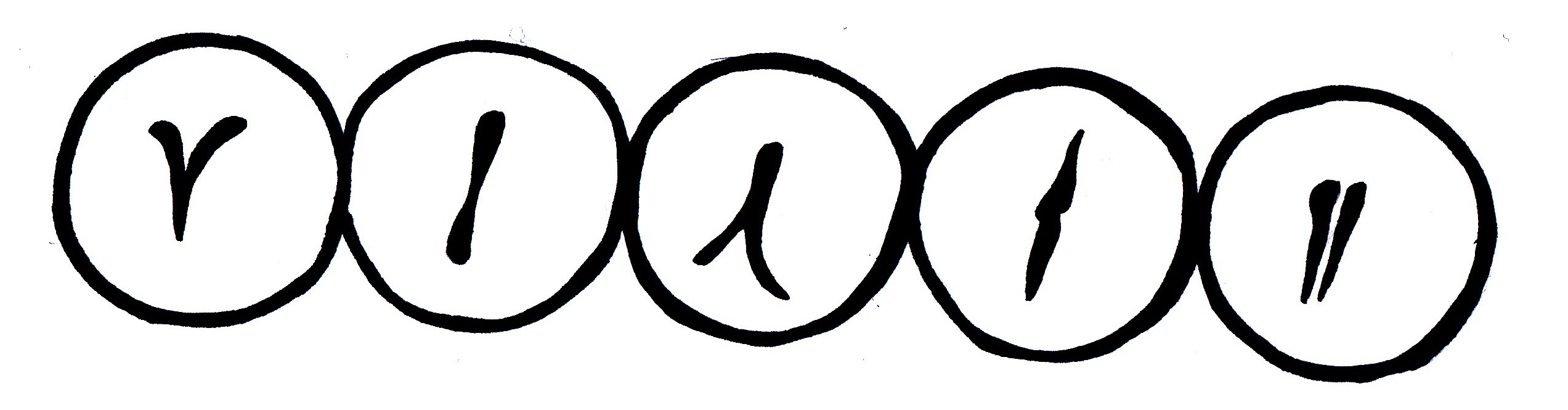
2012-12 siamesos 0001

Aquesta imatge ens mostra les capes germinals en els embrions siamesos. La proximitat dels segments determina la quantitat de teixit que compartiran.
Com més separats estiguin els segments, major és la probabilitat que els òrgans es desenvolupin completament en cada individu i també determina que hi haurà poca superfície de teixits i cartílags que uneixi els bessons. Més tard, els fetus es desenvoluparan units per alguna o algunes parts del cos, de vegades, fins i tot es pot donar el cas que comparteixen òrgans. És així com dos nadons esdevenen siamesos.
Els científics encara no tenen cap explicació per demostrar la predisposició d'una dona a tenir bessons siamesos. Es diu que probablement és a causa d'alguns aspectes genètics.
Alguns metges asseguren que podria ser causat per alguns medicaments utilitzats per la fertilitat.
S'han fet diferents suposicions, com ara:
- Per causa de defectes propis de la genètica dels pares
- Per l'envelliment de l'òvul
- Per una incompleta separació del disc embrionari

A més a més dels factors genètics, també hi ha altres causes, com ara les infeccions o la deficiència sanguínia. Aquests aspectes podrien dificultar la nutrició i el desenvolupament dels embrions i que per tant, s'originessin bessons siamesos.

## Classificació

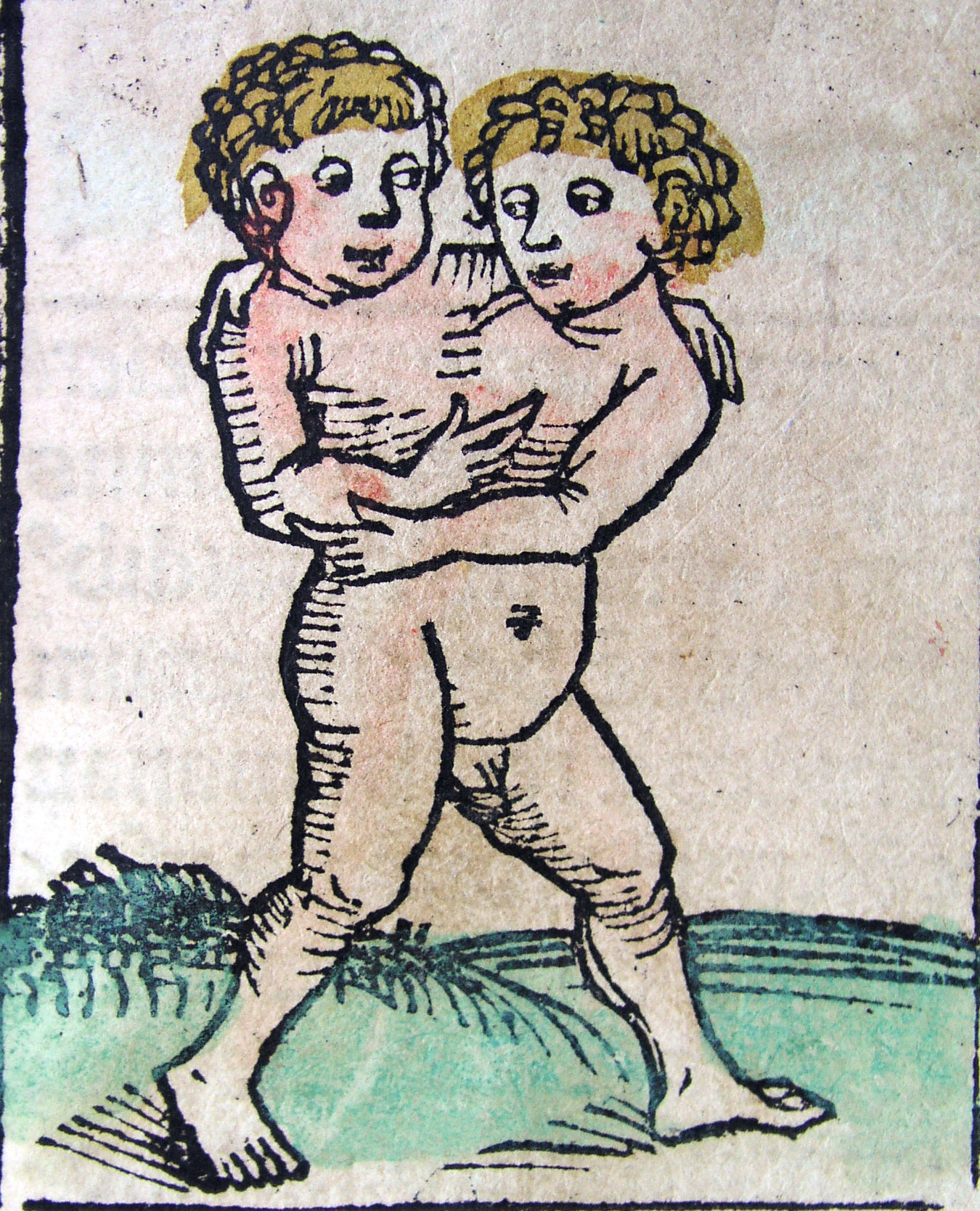
Aquests siamesos són simètrics i estan units per la regió esternal, per tant són toracòpags

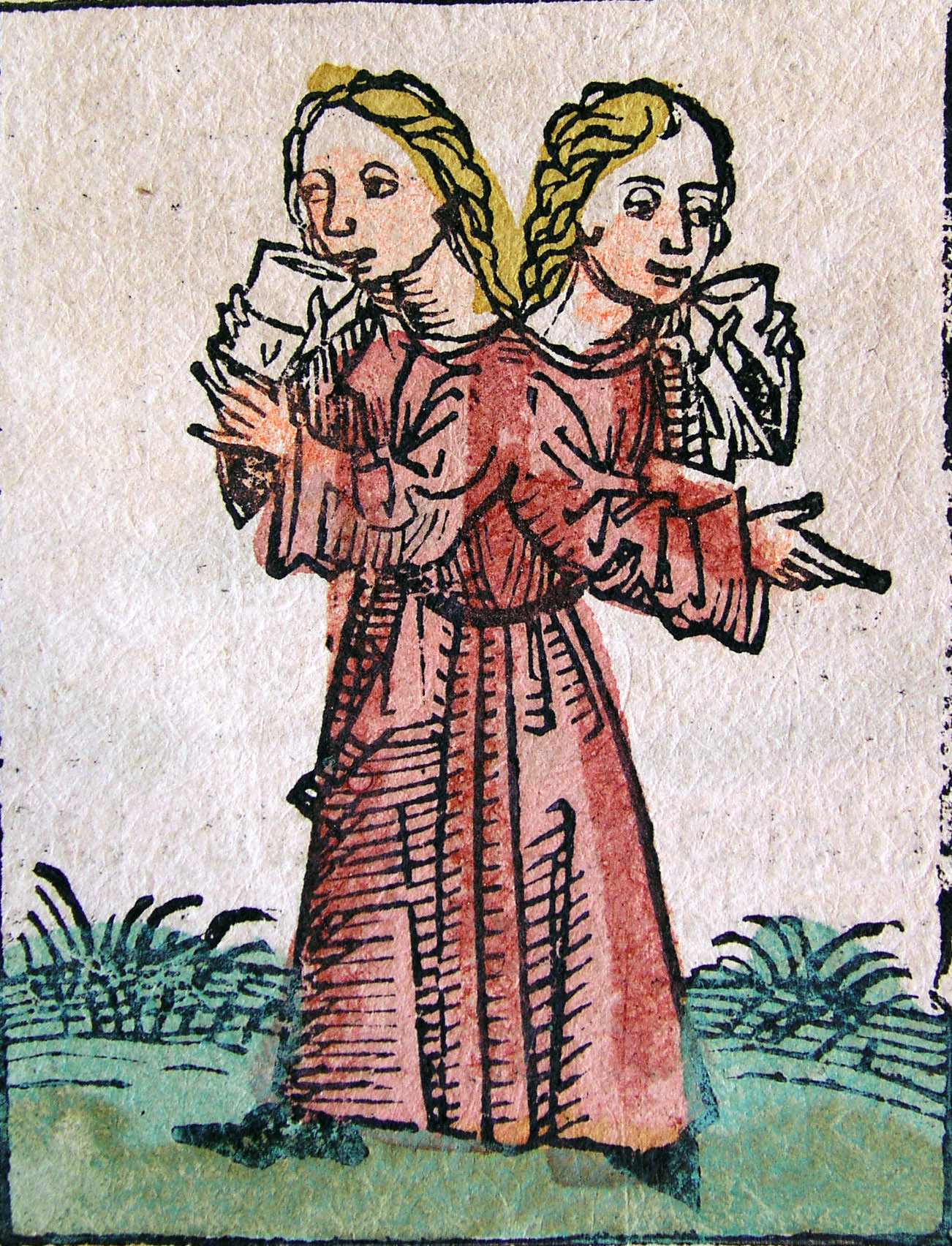
Aquestes siameses són simètriques i estan unides per l'esquena, per tant són pigòpags

### Simètrics
Els siamesos simètrics són els siamesos de la mateixa grandària i pes, ignorant per on estiguin units. En ser simètrics hi ha la possibilitat de poder ser separats a través d'una intervenció quirúrgica, sempre que no es comparteixin òrgans vitals indivisibles (cervell, fetge, cor, etc.). No és freqüent que neixin siamesos units simètricament.
Es classifiquen segons la part o les parts del cos que els uneixen:
1. Toracòpags, xifòpags o esternòpags: s'anomenen així els siamesos units per la regió esternal, és a dir per la part de l'estèrnum. Això causa que els individus estiguin situats cara a cara.
2. Prosopòpags: s'anomenen així els siamesos units des del melic fins als ulls. També estan situats cara a cara.
3. Cefalòpags: s'anomenen així els siamesos units per la part superior del cos, el cap.
4. Pigòpags: s'anomenen així els siamesos units per l'esquena, normalment, per la pelvis i comparteixen el còccic. Per tant, en aquest cas poden aparèixer malformacions pélvico- orinaries de la pelvis fins al melic. Això provoca que els nadons estiguin separats de melic cap a dalt.
5. Isquiòpags: s'anomenen així els siamesos units per la part inferior de la pelvis, és a dir, des de la pelvis fins al melic.
6. Dicèfags: s'anomenen així els siamesos units per tot el cos, tot i que, tenen dos colls i dos caps independents.
7. Craneòpags: s'anomenen així els siamesos units per una part del cap. Normalment, els cervells són independents entre ells.
8. Onfalòpags: s'anomenen així els siamesos units pel melic o l'estèrnum. Normalment el cor no és compartit.

Ens podem trobar amb siamesos units per tan sols una petita connexió superficial fins a dos individus units per òrgans vitals, és a dir necessaris per a la vida d'un i l'altre. Els punts més usuals d'unió entre bessons siamesos són el tòrax, i la zona del melic, un 54% del total.

### Asimètrics
Els siamesos asimètrics són aquells siamesos on un dels individus està gairebé normal. Mentre que, l'altre és incomplet i de mida petita. Aquest és anomenat bessó paràsit. El segon depèn del primer per alimentar-se i créixer, per tant per sobreviure. Aquesta relació es denomina "relació paràsit – hoste".
Existeixen casos extrems en els quals un bessó es troba dins de l'altre, generalment en forma de tumors.
Els científics no saben ben bé on classificar els siamesos polifacètics. Alguns creuen que tenen una ''relació paràsit-hoste, ja que un depèn de l'altre.

## Mètodes per detectar les malformacions

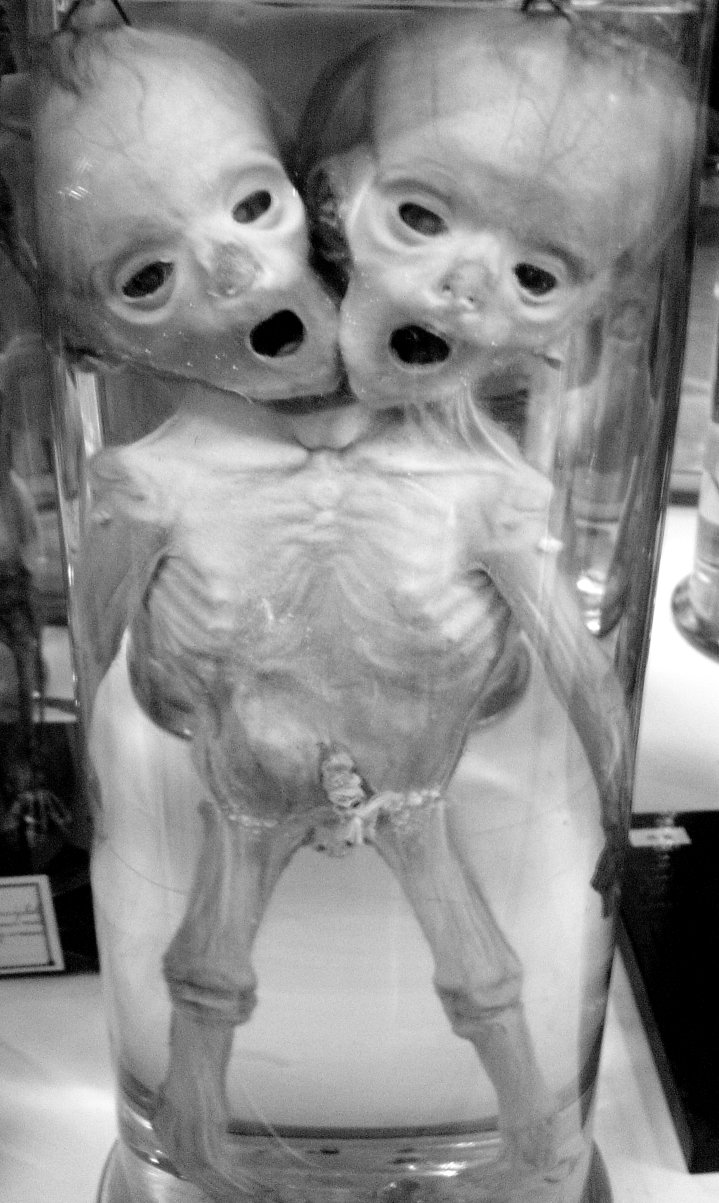
Cadàver de dos bessons monozigòtics

Els metges aconsegueixen mitjançant les ecografies detectar malformacions i així poden aconseguir un diagnòstic dels nadons.
Fa uns anys utilitzaven la tècnica de l'amniografia, que era una radiografia que permetia detectar defectes en la implantació del fetus o malformacions. Però el fet que per realitzar aquesta prova s'havia d'injectar un líquid radio-opac en l'interior de la cavitat amniòtica, tenia uns certs rics i, per tant, actualment aquesta tècnica ha sigut substituïda per altres de menys agressives com ara l'ecografia.
Si detecten un problema, els metges utilitzaran la prova d'ultrasons, amb la qual podran saber certament la deficiència dels fetus. Aquesta prova permet saber el desenvolupament i tot el que passa dins la panxa de la mare. Ens mostra una imatge més clara i exacte dels cossos i permet determinar per quin punt i de quina manera estan units. Precisament és molt important saber com estan units per saber com serà el naixement i què es farà després del part per separar els cossos, si és possible.
La majoria dels parts acaben en cesària pel bé de la mare i del nen, encara que depenen de la forma en què estan units i la posició en la qual es troben els nadons dintre del ventre, també poden apostar per un part via vaginal.
Si els metges asseguren que es tracta de dos nadons siamesos, els pares han de prendre una decisió. Això dependrà de la decisió dels pares, dels riscs i de les conseqüències que vulguin assumir: 
1. Poden avortar
2. Poden no avortar i separar els bebès
3. No avortar i deixar units els nadons

## Solució
L'única manera de separar els siamesos, és mitjançant la cirurgia. Aquest procés no sempre és possible, ja que depenent per quins òrgans estan units, l'operació serà possible o impossible. Abans de sotmetre els bebès a la cirurgia, és fonamental realitzar anteriorment un estudi per determinar quins òrgans estan complets i si és possible separar-los. No hem de deixar de banda que és un procés delicat i molt perillós, ja que no hem d'oblidar que estem parlant de nadons, uns éssers molt fràgils. A vegades els metges prefereixen esperar que els cossos estiguin una mica més formats i estables per sotmetre'ls a una cirurgia de separació.
Quan els bessons són simètrics, la dificultat de la separació depèn del punt d'unió. Solen sobreviure a la cirurgia quan els germans tenen suficients teixits i òrgans per a una supervivència de forma independent. L'èxit depèn de l'extensió de la unió, la distribució dels òrgans vitals i de l'existència de malformacions associades. Hi pot haver diversos resultats:
- Un dels bessons ha de morir: Ja que estan units per un òrgan i la ciència encara no ha trobat una solució per regenerar-los.
- Moren tots dos: ja que estan units per algun òrgan vital.
- Sobreviuen tots dos: ja que no estan units per cap òrgan, sinó per una extremitat o per la superfície de la pell.

## Conseqüències
La separació dels siamesos pot presentar un conflicte ètic, quan hi ha algun òrgan compartit i s'ha de decidir quin nadó viu, ja que aquest té més possibilitats de sobreviure. La qualitat de vida després de l'operació és molt bona. Molts metges recomanen la separació dels individus, ja que, per molt que un mori, l'altre podrà tenir una vida llarga i normal. En canvi, si l'operació no es produeix, els siamesos tindrien una vida curta i amb molts problemes, tant físics com psicològics.

### Sense intervenció quirúrgica
En el cas que la separació no es pugui dur a terme i, per tant, els siamesos segueixin units, els individus poden patir diverses conseqüències, tant físiques com psicològiques.
- Tenen una vida molt limitada
- No poden establir cap relació personal intima
- En la gran majoria de cops, es produeix discriminació social
- Pateixen molts problemes metabòlics
- Continues anades i tornades als hospitals
- Tenen una vida curta i poc pràctica

### Amb intervenció quirúrgica
En el cas que la separació es produeixi, els individus poden patir diverses conseqüències, tot i que, això variarà segons si són siamesos simètrics o asimètrics:

### Simètrics
Es pot crear un vincle de dependència entre els dos individus. Malformacions en la part o en les parts del cos, on els individus estaven units. Pèrdua d'algun o d'alguns membres del cos. Quant als bebès units per la pelvis, acostumen a presentar tants problemes urinaris després de la separació, que requereixen una nova operació

### Asimètrics
Si la separació es produeix a una edat on l'individu ja té constància dels fets, pot ser que l'ésser noti l'absència de l'altre. Aquests siamesos, tan sols pateixen conseqüències físiques quan: el bessó paràsit es troba gairebé tot a l'interior del "hoste", mentre que una petita part està a l'exterior. Molts cops aquest "paràsit" està en forma de tumor, ja que, no té ni cor ni cervell. Està unit o molt a prop d'un òrgan vital de l'altre individu, és per això que el paràsit no és extret de l'interior del seu bessó. A la llarga això pot repercutir en el desenvolupament i en la funció de l'òrgan.

## Siamesos famosos

### Chang i Eng Bunker

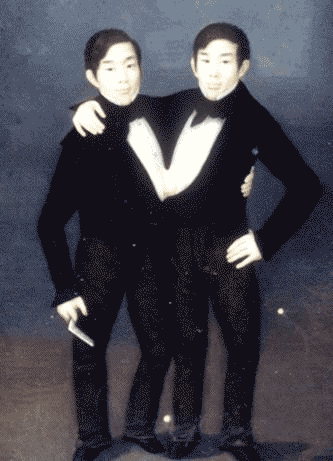
Els famosos siamesos Chang i Eng Bunker

Chang i Eng Bunker, són els siamesos que van posar nom a aquests tipus de bessons units. Van néixer l'11 de maig de 1811 a Tailàndia, que en aquella època el regne de Siam. Els pares eren xinesos i per això al principi eren coneguts com "els bessons siamesos". Quan aquesta notícia va arribar a les orelles del rei Rama II, va decidir que les criatures havien de ser sacrificades, ja que ell considerava que era el senyal que alguna cosa horrible succeiria. Però amb el temps, ell mateix va poder constatar, que cap desastre no havia ocorregut i, per tant, va decidir mantenir-los amb vida.
En l'any 1824, el comerciant escocès Robert Hunter, els va descobrir ocasionalment, i finalment després de molts intents, va aconseguir comprar els drets d'aquests bessons. Robert Hunter volia exhibir aquests bessons com a "monstres de la naturalesa" en espectacles de circ. Els siamesos van tenir molt d'èxit i per això van fer diverses gires amb el circ pel qual treballaven, pels Estats Units d'Amèrica i per la majoria d'Europa.
En l'any 1832, Eng i Chang van trencar el contracte que havia adquirit prèviament Robert Hunter i van començar a treballar per un cèlebre empresari circense: P.T. Barnum. Allà, treballaven i feien les mateixes activitats que en l'altre circ, i és per això que en l'any 1839, van decidir abandonar definitivament aquesta activitat humiliant, encara que aportés molts diners.
Després d'aquest episodi de les seves vides, van decidir tenir una vida normal i, per tant, es van instal·lar en una plantació de Carolina del Nord. Allà en plena guerra civil nord-americana van establir relacions amb les germanes Adelaide i Sarah Ann Yates, filles d'un granger i clergue local, amb les quals va sorgir l'amor, el qual va donar pas a un quartet amorós.
A partir d'aquí va començar la necessitat de ser separats. Van visitar a molts metges però el problema era que en aquella època la medicina i la tecnologia no podia determinar la fisiologia interna i, per tant, aquesta operació resultava perillosa per als germans. Un estudi post mort dels seus cossos va revelar que els bessons compartien el sistema circulatori, per això l'operació hauria pogut ser fatal per a un i per a tots dos.
Finalment no es van poder sotmetre a cap operació quirúrgica, però això no els va impedir casar-se amb Adelaide i Sarah Ann. Amb el pas del temps, els problemes van començar. Els germans no sempre es portaven bé i la vida de parella era difícil, encara que una de les parelles va tenir 12 fills i l'altre 10. Es van arruïnar després de la guerra, això, també va influir en la seva relació, ja que van haver de tornar al circ Barnum, però això ràpid es va acabar, ja que Chang va patir un vessament cerebral.
Chang va començar a desfogar-se amb l'alcohol i Eng jugant al pòquer. La salut de Chang va desmillorar a causa de la beguda fins que en l'any 1887 aquest va desenvolupar una bronquitis que va acabar en una pneumònia. Una nit, Eng es va llevar i va descobrir que el seu germà ja no tenia vida. Quan els metges van arribar, Eng havia mort de por i Chang d'aneurisma segons va revelar l'examen post mortem realitzat en el College of Physicians and Surgeons de Filadèlfia.

### Mille i Christine
Millie i Christine van néixer a l'estat de Carolina del Nord, l'11 de juliol de 1851, com a esclaves, ja que eren filles d'esclaus. Les dues noies tenien una bona salut, encara que Millie sempre va ser més petita. Entre els 10 mesos i els 6 anys les bessones van ser venudes tres o més vegades, de manera legal i il·legal i van ser exposades per tot Estats Units i Anglaterra pel seu físic. Millie i Christine van ser examinades freqüentment pels metges de les ciutats on anaven. Aquests metges estaven impressionats de trobar uns siamesos de descendència afroamericana i aquestes van ser descrites com a noies interessants, intel·ligents i sense cap mena de monstruositat. Un comerciant de Carolina del Nord, Josep Pearson Smith, va comprar la família de Millie Christine a la família McCoy, que n'eren els amos. La família de les bessones treballava per la plantació d'Alexander McKoy, ja que els germans i germanes havien nascut sense cap dificultat física. L'esposa de Smith va ensenyar a les noies a llegir, escriure, cantar i ballar. En molt poc temps van aprendre a parlar en 5 llengües diferents i van ser excel·lents pianistes, cantants i ballarines que van fer la volta al món. Se les presentava com El rossinyol de dos caps per les seves veus o la vuitena meravella del món. Després d'una llarga carrera de 30 anys, les germanes van deixar d'actuar i es van retirar. El 1909 un incendi va destruir totes les seves pertinences i van sofrir una gran pèrdua financera. Al mateix temps la salut de les dues noies va començar a empitjorar. Millie va patir una tuberculosi, que més tard va afectar Christine. Finalment totes dues van morir el 8 d'octubre de 1912.

## Cinema
Els siamesos també han sigut representats en el món del cinema. Una de lespel·lícules més conegudes que es basa en aquest tema, és "Germans Falls" de Michael Polish. És la història de dos bessons siamesos que es diuen Francis i Blake que viuen una vida limitada a causa del seu handicap. Però tot canvia quan coneixen una noia anomenada Penny que establirà una relació amb Blake, mentre que Francis es va deteriorant. També ens podem trobar amb la pel·lícula Stuck on you realitzada pels germans Ferrell. Explica la història de Bob i Walf, dos bessons units.
Walf somia dedicar-se al cinema, i per això Bob accepta de marxar a Hollywood. Allà Walf treballarà per la cantant Cher, que intentarà espatllar el seu show per poder-lo fer fora, però a la seva gran sorpresa, el programa tindrà molt d'èxit. Al mateix temps Bob es retrobarà amb una noia amb la qual ha estat parlant durant tres anys per xat, però aquesta ignora la situació.
Els dos germans estan enfrontats a una decisió que els canviarà la vida. També és molt conegut el Film Alone, una pel·lícula de terror tailandesa. La història comença quan Pim, rep la notícia que la seva mare ha patit un ictus i que està en un hospital de Bangkok. La noia i el seu marit viatgen ràpidament a la capital, on s'allotjaran a casa de la mare, mentre aquesta continuï ingressada. Durant l'estada a la seva antiga casa la Pim reviurà un trauma causat per la seva germana Ploy. Elles havien sigut bessones siameses, però la Ploy va morir durant la intervenció quirúrgica, en el qual van ser sotmeses per la separació dels dos cossos. Això provoca que la seva germana comenci a veure per tots llocs el fantasma de la seva germana.